# تاب‌آوری خاک

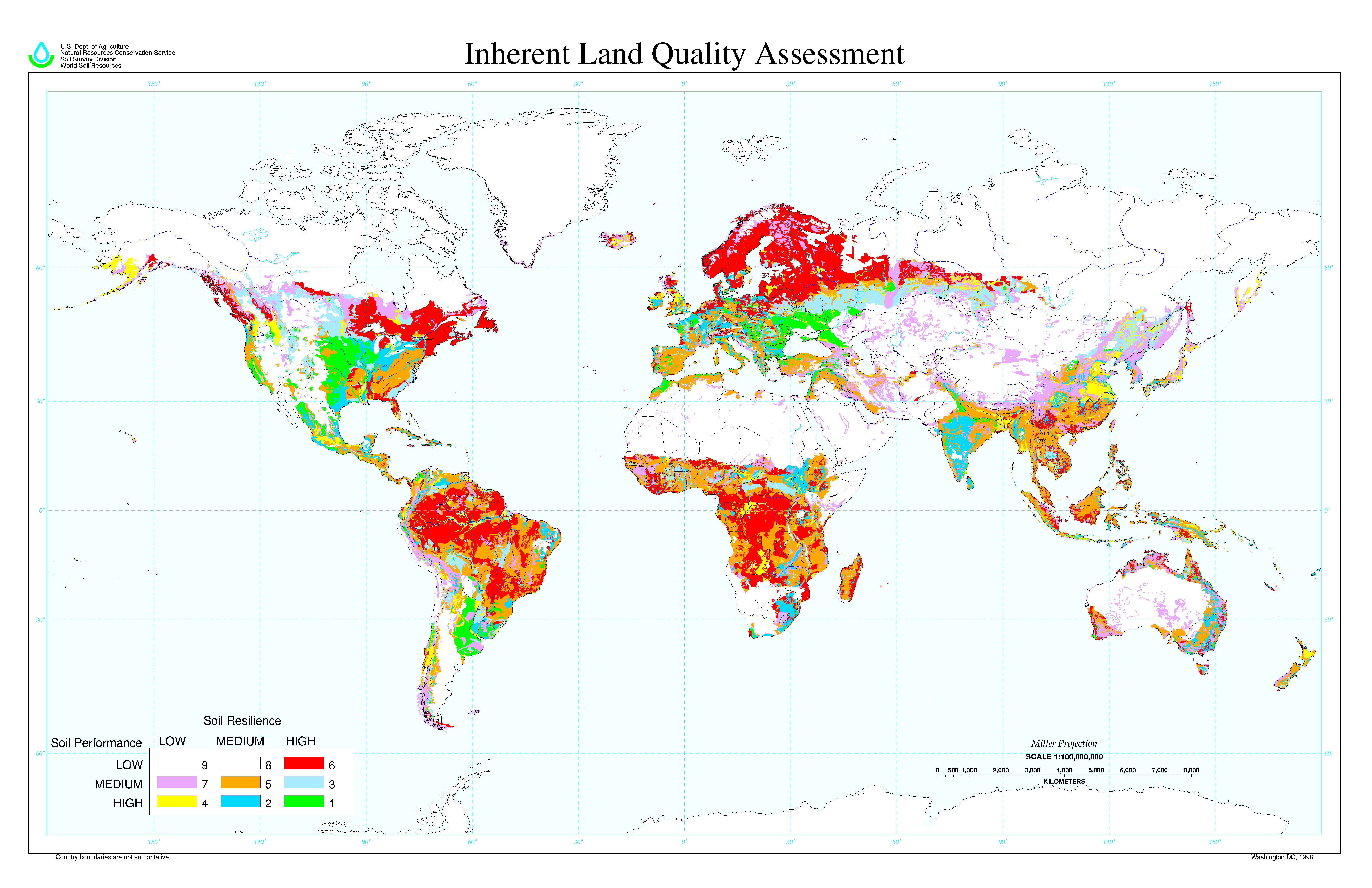
نقشه جهانی تاب‌آوری و عملکرد خاک

تاب‌آوری خاک (به انگلیسی: Soil resilience) به توانایی خاک برای مقاومت در برابر یا بازیابی وضعیت سالم خود در پاسخ به تأثیرات ناپایدارساز اشاره دارد. این موضوع زیرمجموعه‌ای از مفهوم تاب‌آوری محیطی است.

## جستارهای بیشتر
- حفاظت خاک
- دگرگونی سرزمین